# Калково (Самоковско)
Вижте пояснителната страница за други населени места с името Калково.
Калково е бивше село, залято заедно със съседните села Шишманово и Горни Пасарел от водите на яз. Искър, при завиряването му в периода 1950-54 г. Жителите му са разселени в околните села, Самоков, София и плевенското село Победа. Единствено незалята е останала сградата на калковското училище, преустроена след това в ресторант и дълги години функционираща като част от комплекс „Щъркелово гнездо“ на брега на язовира.
С указ от 1960 г., тези три села, дотогава в община Самоков са присъединени към територията на Столичната община като прилежащи към язовира.